# Grand Roc Noir
Grand Roc Noir – szczyt w Alpach Graickich, części Alp Zachodnich. Leży we wschodniej Francji w regionie Owernia-Rodan-Alpy. Należy do masywu Vanoise. Szczyt można zdobyć ze schroniska Refuge de Vallonbrun (2270 m) lub Refuge de la Femma (2360 m). Należy do Parku Narodowego Vanoise.